# APR-1400
APR-1400 (англ. Advanced Power Reactor 1400 MW electricity) — модернизированный водо-водяной ядерный реактор, разработанный Korea Electric Power Corporation (KEPCO). Этот реактор относится к третьему поколению реакторов и был разработан на основе OPR-1000 и так же вобрал в себя конструктивные решения System 80+ американской компании Combustion Engineering (C-E).

## История
Реактор APR-1400 начал разрабатываться в 1992 году и получил сертификат соответствия от Корейского института по ядерной безопасности в мае 2002 года. В дальнейшем была подана заявка в Ядерную комиссию по регулированию (США) в декабре 2014 и марте 2015 года, которая подтвердила, что реактор соответствует базовым рекомендациям по безопасности США.
В октябре 2017 года организация European Utility Requirements (EUR) выдала разрешение на изменение конструкции системы аварийного охлаждения, которое позволяет строить станции за пределами Европы, используя европейские сертификаты.
В октябре 2017 года European Utility Requirements — техническая консультативная группа европейских коммунальных предприятий по атомным электростанциям — одобрила проект реактора APR-1400. Комиссия по ядерному регулированию США сертифицировала APR-1400 в августе 2019 года, подтвердив, что конструкция полностью соответствует требованиям безопасности США.

## Технические характеристики
| Характеристика                        | APR-1400 |
| ------------------------------------- | -------- |
| Тепловая мощность реактора, МВт       | 3983     |
| К. п. д. (нетто), %                   | 35,1     |
| Давление пара перед турбиной, атм     |          |
| Давление в первом контуре, атм        |          |
| Температура воды, °C:                 |          |
| на входе в реактор                    | 290,6    |
| на выходе из реактора                 | 323,9    |
| Диаметр активной зоны, м              | 3,63     |
| Высота активной зоны, м               | 3,81     |
| Диаметр топливного стержня, мм        | 9,5      |
| Число топливных стержней в кассете    | 236      |
| Число кассет                          | 241      |
| Загрузка урана, т                     |          |
| Среднее обогащение урана, %           | 4,09     |
| Среднее выгорание топлива, МВт-сут/кг | 44,6     |

## Строящиеся и построенные реакторы
| Название  | Локация     | Энергоблоки | Мощность, МВт | Начало строительства | Пуск | Закрытие |
| --------- | ----------- | ----------- | ------------- | -------------------- | ---- | -------- |
| Син-Кори  | Южная Корея | Син-Кори-3  | 1486          | 2008                 | 2016 |          |
| Син-Кори  | Южная Корея | Син-Кори-4  | 1455          | 2009                 | 2019 |          |
| Син-Кори  | Южная Корея | Син-Кори-5  | 1400          | 2017                 |      |          |
| Син-Кори  | Южная Корея | Син-Кори-6  | 1400          | 2018                 |      |          |
| Син-Ханул | Южная Корея | Син-Ханул-1 | 1455          | 2012                 | 2022 |          |
| Син-Ханул | Южная Корея | Син-Ханул-2 | 1400          | 2013                 | 2023 |          |
| Син-Ханул | Южная Корея | Син-Ханул-3 | 1400          | 2025                 |      |          |
| Барака    | ОАЭ         | Барака-1    | 1400          | 2012                 | 2020 |          |
| Барака    | ОАЭ         | Барака-2    | 1400          | 2013                 | 2021 |          |
| Барака    | ОАЭ         | Барака-3    | 1400          | 2014                 | 2022 |          |
| Барака    | ОАЭ         | Барака-4    | 1400          | 2015                 | 2024 |          |